# Nobleford
Nobleford es un pueblo canadiense situado en la provincia de Alberta.

## Superficie
Nobleford tiene una superficie de 1,69 km².

## Demografía
En 2021, tenía 1438 habitantes, una densidad poblacional de 848,6 hab./km², y 462 viviendas.